# Тел Сити (Индијана)
Тел Сити (енгл. Tell City) град је у америчкој савезној држави Индијана.

## Демографија
По попису из 2010. године број становника је 7.272, што је 573 (-7,3%) становника мање него 2000. године.
| Група             | 2000.         | 2010.         |
| Белци             | 7.682 (97,9%) | 7.041 (96,8%) |
| Афроамериканци    | 21 (0,3%)     | 23 (0,3%)     |
| Азијати           | 18 (0,2%)     | 53 (0,7%)     |
| Хиспаноамериканци | 70 (0,9%)     | 76 (1,0%)     |
| Укупно            | 7.845         | 7.272         |